# 田代真弓
田代 真弓（たしろ まゆみ）は、株式会社QVCジャパンが運営するテレビショッピングチャンネル、QVCの元ショッピングナビゲーター。福岡県福岡市博多区出身。既婚。夜間を担当する事が多く、ナビゲーターを取りまとめるシニアナビゲーターであった。

## 人物・来歴
番組内の発言及び2007年7月30日付朝日新聞夕刊から
- 1950年（昭和25年）1月22日生まれ。73歳。
- 身長152cm、洋服S～Mサイズ
- 両親が存命。父親は1924年（大正13年）生まれ。
- 夫と大学院生の息子、妹がいる。
- 短大卒。
- 元鹿児島テレビ放送の局アナウンサー。
- 結婚後はフリーアナウンサー派遣などのプロダクション会社を作り活動。
- QVCジャパンには開局直前の2001年に入社。
- 大野ノコブランドの大ファンで親交がある。
- 月2回「田代真弓の自分を楽しむ装い」というショーの時間を持っている（2010年3月から月2回）。
- 口癖は「あたしたち」「あたしたち世代」「であるならば」「なぜならば」等。
- 一線を引こうと思ったが、同世代の顧客に激励の言葉を多数もらい、ナビゲーターを続けているとの事。
- 化粧品・宝飾品・革製品・ブランド製品などを担当する事が多い。

2015年1月QVCジャパンのナビゲーターを引退する旨を発表した。
- 2015年1月29日　大ファンのデザイナー大野ノコブランドの番組を最後に14年のナビゲーター人生に終止符を打った。

番組終了5分前に湯浅明美ナビが登場し激励の手紙に涙した。
- 2022年現在は、ジュエリー専門チャンネル「GSTV」のMCとしてレギュラー出演している。